# Cottiusculus nihonkaiensis
Cottiusculus nihonkaiensis is een straalvinnige vissensoort uit de familie van de donderpadden (Cottidae). De wetenschappelijke naam van de soort is voor het eerst geldig gepubliceerd in 2009 door Kai & Nakabo.